# Guy Klucevsek
Guy Klucevsek, ameriški harmonikar in skladatelj slovenskega rodu, * 26. februar 1947, New York, Združene države Amerike, † 22. maj 2025, New York.
Prva leta življenja je preživel v bližini Pittsburgha v ameriški zvezni državi Pensilvanija. Starša sta bila Slovenca. Za harmoniko se je navdušil, ko je pri petih letih gledal priljubljene oddaje na televiziji. Očeta je pregovoril, da mu je kupil prvo (12-basno) harmoniko. Tako je harmoniko začel igrati že pri šestih letih. Starša sta se ločila, ko je bil še otrok, tako da je večino mladosti preživel pri teti in stricu, ki sta mu omogočila glasbeno šolanje pri zelo razgledanem učitelju harmonike Walterju Grabowskem. Sprva se je učil na priredbah klasične glasbe za harmoniko, kasneje tudi na sodobnejših delih, napisanih posebej za harmoniko. Pri 14. letih je osnoval glasbeno skupino The Fascinations, s katero je igral predvsem na piknikih in prireditvah slovenskih društev v ZDA. V obdobju 1967-1972 se je šolal na Indiana University of Pennsylvania, Univerzi v Pittsburghu in California Institute of the Arts. Ker harmonike ni bilo mogoče študirati, je diplomiral iz glasbene teorije in komponiranja. V času študija se je spoznal tudi z elektronsko glasbo.
V ZDA je bila harmonika v 50-tih letih sicer zelo popularna, v 70-tih pa je postala najpriljubljenejši instrument kitara, medtem ko je harmonika veljala za primerno le za igranje polke na veselicah. V tem času je sledil napotkom svojega učitelja Grabowskega in začel ustvarjati glasbo po lastnih vzgibih. Prve skladbe so iz leta 1971. V obdobju 1972-1975, ko je poučeval harmoniko na Acme Accordion School v Westmontu (New Jersey, ZDA), se je spoznal s sodobno evropsko literaturo za harmoniko, kar je imelo pomemben vpliv na njegovo komponiranje. Od leta 1977 se je posvečal tudi improvizirani glasbi na naprej dane teme, pri čemer je pomembno njegovo sodelovanje z ansamblom Relache iz Filadelfije. Pomembno je tudi sodelovanje z Johnom Zornom v big bandu z imenom Cobra. Sredi 80-tih let je harmonika v ZDA ponovno postala priljubljena, tako da je tudi Klucevsek večino svojih nastopov opravil šele od leta 1985 dalje. Postal je široko znan harmonikar, za katerega so pisali tudi drugi avtorji, tako da je v svojem repertoarju vzpostavil ravnotežje med lastnimi kompozicijami in skladbami svojih sodobnikov, ki jih je tudi osebno poznal.
Kot dober poznavalec polke, hkrati pa naklonjen sodobni glasbi, se je s polko med drugim soočil v projektu Polka from the Fringe (1986-88). Vsak od 28 skladateljev (med katerimi je bil tudi sam) je za osnovo sicer vzel polko, a jo je obdelal na samosvoj način. Nekatere od skladb so izšle na kasetah, vseh 29 skupaj pa kot dvojni album, ki je bil ponatisnjen 2013. Nekateri ameriški Slovenci so ga kritizirali, češ da se na njegove polke ne da plesati, a jim je odvrnil, da je polka več kot ples in da se tudi na Chopinove mazurke ne da.
Leta 1996 je bil med soustanovitelji harmonikarskega orkestra Accordion Tribe. Velja za jazzovskega harmonikarja, pa tudi izvrstnega izvajalca sodobne glasbe, ki jo v veliki meri tudi sam komponira. Pisal je skladbe za gledališča, veliko tudi za  sodobni ples in film. Njegova glasba se pojavlja na več kot 30 izdajah (večinoma kot CD), med katerimi je slaba tretjina samostojnih plošč. Koncertiral je v ZDA in v Evropi.
Klucevsek je prejel dve nagradi Bessie (1995 in 2002) - New York Dance & Performance Award. Leta 2010 je prejel štipendijo »United Stated Artists Fellow« kot eden od zgolj štirih glasbenikov. Z nastopi na koncertih je prenehal oktobra 2017 in od takrat nastopa samo še občasno, svoj čas pa posveča predvsem komponiranju in urejanju glasbene literature. Še vedno sodeluje pri raznih glasbenih projektih, zadnja plošča, pri kateri je sodeloval (Carousel of Dreams), pa je izšla leta 2018.

## Diskografija
- Blue Window (Zoar, 1986)
- Sounding/Way (1986) s Pauline Oliveros
- Scenes from a Mirage (Review, 1987)
- Polka Dots & Laser Beams (Eva, 1991) s skupino Ain't Nothin' But a Polka Band
- Who Stole the Polka? (Eva, 1991) s skupino Ain't Nothin' But a Polka Band
- Flying Vegetables of the Apocalypse (Experimental Intermedia Foundation, 1991)
- Manhattan Cascade (Composers Recordings, 1992)
- Transylvanian Softwear (John Marks, 1994)
- Citrus, My Love (RecRec Music, 1995) z The Bantam Orchestra
- Stolen Memories (Tzadik Records, 1996) z The Bantam Orchestra
- Altered Landscapes (EVVA, 1998)
- Free Range Accordion (Starkland, 2000)
- Accordance (Winter & Winter Records, 2000) z Alanom Bernom
- The Heart of the Andes (Winter & Winter, 2002)
- Tales from the Cryptic (Winter & Winter, 2003) s Phillipom Johnstonom
- The Well-Tampered Accordion (Winter & Winter, 2004)
- Notefalls (Winter & Winter, 2007) z Alanom Bernom
- Song of Remembrance (Tzadik, 2007)
- Dancing on the Volcano (Tzadik, 2009)
- The Multiple Personality Reunion Tour (Innova Recordings, 2012)
- Teetering on the Verge of Normalcy (Starkland, 2016)

Z ansamblom Accordion Tribe
- Accordion Tribe (1997)
- Sea of Reeds (2002)
- Lunghorn Twist (2006)

Z Laurie Anderson
- Bright Red (Warner Bros., 1992)

Z Anthonyjem Braxtonom
- 4 (Ensemble) Compositions 1992 (Black Saint, 1993)

S trobentačem Daveom Douglasom
- Charms of the Night Sky (Winter & Winter, 1998)
- A Thousand Evenings (RCA, 2000)
- El Trilogy (BMG, 2001)

Z Billom Frisellom
- Have a Little Faith (Nonesuch, 1992)

S Fredom Frithom
- Stone, Brick, Glass, Wood, Wire (I Dischi di Angelica, 1999)

Z Johnom Zornom
- The Big Gundown (album)|The Big Gundown (Nonesuch/Icon, 1985)
- Cobra (Hat Hut, 1987)
- Filmworks III: 1990–1995 (Toys Factory, 1995)